# Mary Crosby
Mary Frances Crosby (* 14. September 1959 in Los Angeles, Kalifornien) ist eine US-amerikanische Schauspielerin.

## Leben
Crosby ist eine Tochter des Sängers und Schauspielers Bing Crosby aus dessen zweiter Ehe mit der Schauspielerin Kathryn Grant. Ferner ist sie eine Tante von Denise Crosby.
Sie studierte an der University of Texas at Austin. 1978 heiratete sie Eb Lottimer, von dem  sie 1989 geschieden wurde. Seit 1998 ist sie mit Mark Brodka verheiratet. Sie haben zwei Kinder, welche 2000 und 2002 geboren wurden.
Bekannt wurde sie 1979 als Kristin Shepard, die Schwester von Sue Ellen Ewing, in der Fernsehserie Dallas.

## Filmografie (Auswahl)

### Filme
- 1981: Mitternachtsspitzen (Midnight Lace/TV-Neuverfilmung)
- 1984: Krieg der Eispiraten (The Ice Pirates)
- 1986: Johann Strauß – Der König ohne Krone
- 1986: Höllenfahrt nach Lordsburg (Stagecoach) (Fernsehfilm)
- 1988: Chucky – Die Mörderpuppe (Child’s Play)
- 1988: Tapeheads – Verrückt auf Video (Tapeheads)
- 1990: Eating
- 2005: Die Legende des Zorro (The Legend of Zorro)
- 2010: Queen of the Lot
- 2012: Just 45 Minutes from Broadway
- 2014: The M Word

### Fernsehserien
- 1978: Starsky & Hutch (Folge 4x06)
- 1979: CHiPs (eine Folge)
- 1979–1981, 1991: Dallas (28 Folgen)
- 1980: Unter der Sonne Kaliforniens (Knots Landing, eine Folge)
- 1982–1984: Ein Colt für alle Fälle (The Fall Guy, drei Folgen)
- 1982–1986: Love Boat (The Love Boat, fünf Folgen)
- 1983: Automan (eine Folge)
- 1984: Mode, Models und Intrigen (Cover Up, eine Folge)
- 1984/1985: Hotel (drei Folgen)
- 1986: Fackeln im Sturm II (North and South, Book II, Miniserie, fünf Folgen)
- 1991/1992: Mord ist ihr Hobby (zwei Folgen)
- 1994: Star Trek: Deep Space Nine (Folge 2x18)
- 1995/1996: Beverly Hills, 90210 (drei Folgen)